# Danao (Cebu)
Danao é uma cidade de terceira classe de renda da cidade na província Cebu, nas Filipinas. De acordo com o censo de 1 maio  de  2020 possui uma população de 156 321 pessoas e 38 361 domicílios.